# 大家 (腾讯)
大家是2012年至2020年间，腾讯借鉴《赫芬顿邮报》等美国新媒体的经验，签约著名学者、专栏作家，在腾讯网打造的专栏平台。
2012年12月15日，腾讯在海南举办的第二届“腾讯文笔峰会”上发布了“大家”专栏。现场有袁伟时、张鸣、孔庆东等48位学者、专栏作家签约，首任主编为贾葭。而在此之前，韩寒已经入住该专栏。
2020年1月27日，时值2019冠状病毒病疫情，腾讯“大家”专栏发布的多篇专栏文章中有陈季兵的《武汉肺炎50天，全体中国人都在承受媒体死亡的代价》。该文在引起中国大陆网民关注的同时，也引发了中国大陆有关部门的不满，被认为是引发大家专栏关闭的导火索。从此“大家”专栏停止了更新；2月19日，有知情人士透露，在中央网信办的要求下，腾讯关闭了“大家”专栏网站，并删除了所有文章。